# كاريمون

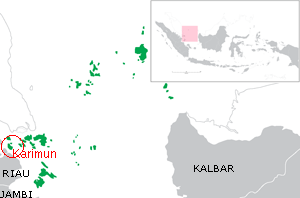
موقع جزيرة كاريمون (محاطة بالأحمر) ضمن جزر رياو (باللون الأخضر)

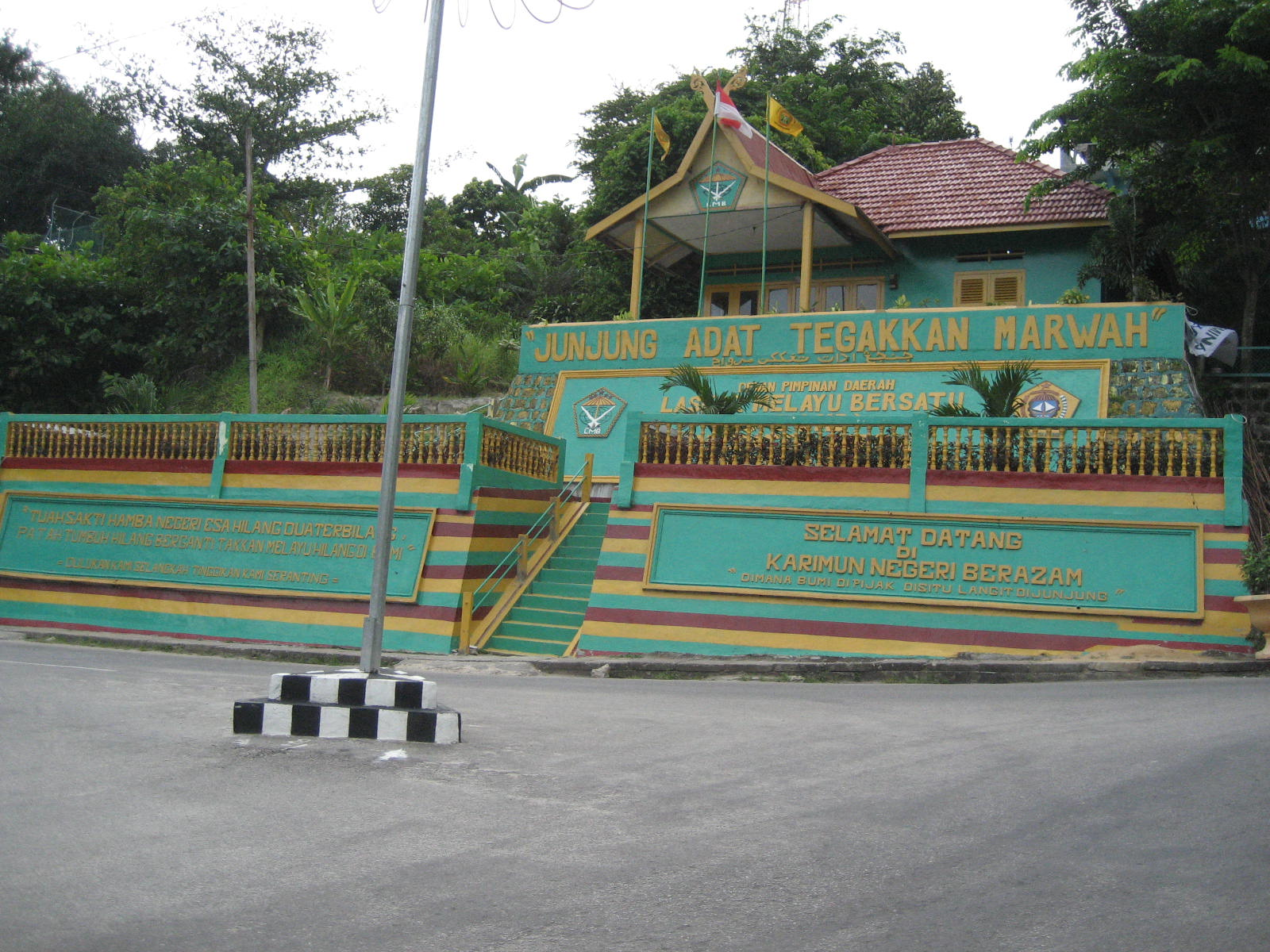
تانجونغ بالاي كاريمون

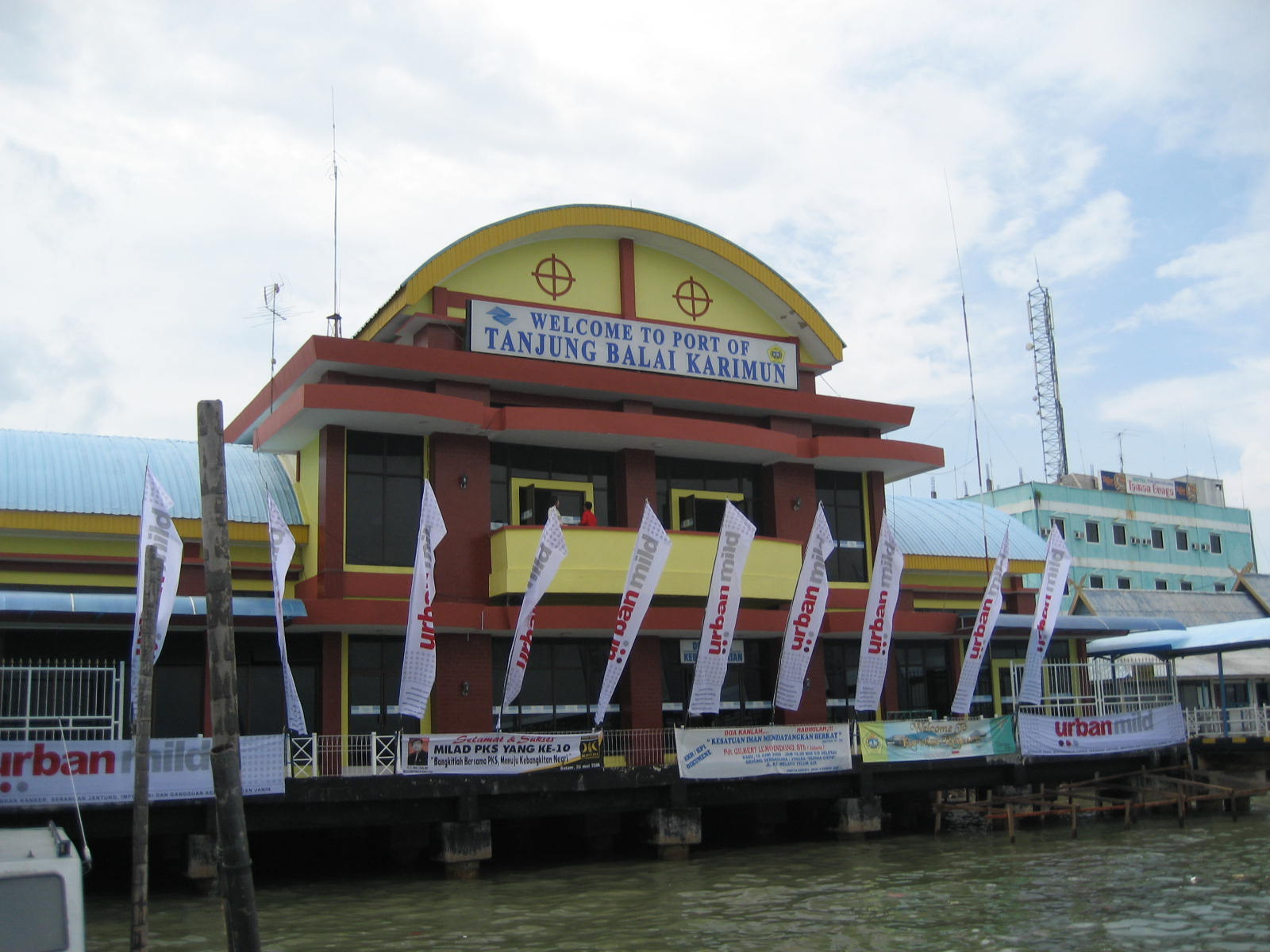
ميناء تانجونغ بالاي في كاريمون

جزيرة كاريمون هي إحدى الجزر الواقعة ضمن مقاطعة جزر رياو في إندونيسيا. وتقع جنوب غربي سنغافورة ووغرب باتام. المدينة الرئيسية في الجزيرة هي تانجونغ بالاي كاريمون. كان عدد سكان الجزيرة 155000 نسمة في عام 1997.
كانت جزيرة كاريمون وجهة التجار الأجانب والملوك الملايو في الماضي. موقع الجزيرة الجغرافي له أهمية إستراتيجية، حيث تقع بالقرب من مضيق ملقا، وهو طريق شحن دولي. ويعتقد أن يكون ستامفورد رافلز أخذ في حسبانه جزيرة كاريمون بدلاً من جزيرة سنغافورة عندما تبحث عن مكان يستقر فيه. نظرا لحجم النشاط الكبير للصيد العشوائي بالقرب من الجزيرة في الآونة الأخيرة، فقد تم استنزاف المخزون السمكي، وبالتالي فإن شركات الصيد انخفض عملها بشكل كبير.

## جغرافية الجزيرة
من أهم المعالم الجغرافية في الجزيرة:
- جبل جانتان
- من الشواطئ الشهيرة: بيلاوان وبونغكار
- شلال بونغكار

## منطقة التجارة الحرة (م.ت.ح.-FTZ)
في 29 يونيو 2007 أعطت الحكومة الأندونيسية جزيرة كاريمون صفة منطقة التجارة الحرة؛ في خطوة تهدف إلى جذب المستثمرين. ومن المحتمل أن يكون القانون قد صدر في أوائل عام 2008.
من المخطط له جعل جزيرة كاريمون مكاناً لبناء السفن ومراكز للتنمية الصناعية في التعدين والصناعات الزراعية والبحرية.
وهذا يتوافق مع خطة إنشاء المنطقة الاقتصادية الخاصة في مقاطعة جزر رياو في جزر باتام وبينتان وكاريمون (BBK).

## الموارد الطبيعية
الجرانيت المنتج في جزيرة كاريمون يعد واحداً من أفضل الأنواع في العالم وهو مادة التصدير الرئيسي للجزيرة. كما يتم تصدير الرمل إلى سنغافورة باستمرار لاستصلاح الأراضي. قلق إندونيسيا إزاء مشاريع الاستصلاح في سنغافورة حد من صادرات الرمال.
في بداية عام 2007، حظرت إندونيسيا تصدير الرمال. مما سبب أزمة في سنغافورة كونها أكبر مستورد وجوههم الآن أزمة مع لأنها ستواجه عقبات في مشاريع البناء المستقبلية.

## وصلات خارجية
- الموقع الرسمي نسخة محفوظة 1 أبريل 2007 على موقع واي باك مشين.
- موقع أخبار ومعلومات نسخة محفوظة 31 مارس 2016 على موقع واي باك مشين.